# المغيرة بن نوفل
المُغِيرَة بن نوفل بن الحارث، تابعي، وقيل: صحابي، ابن نوفل بن الحارث بن عبد المطلب. 

## حياته
هو المُغِيرة بن نوفل ابن الحارث بن عبد المطّلب بن هاشم، وأمّه ضُريبة بنت سعيد بن القَشب، يكنى أَبا حليمة، وقيل: يكنى أَبا يحيى. وُلد على عهد رسول الله  بمكّة قبل الهجرة، وقيل: إنه لم يُدْرك من حياة النبيّ  إلا ستَّ سنين.
وذكره ابْنُ شَاهِين في الصَّحابة، وروى عن النبي  حديثًا واحدًا، رواه عبد الملك بن نوفل، عن أَبيه، عن جده، عن المغيرة بن نوفل قال: قال رسول الله : «مَنْ لَمْ يَحْمَدْ عَدْلًا وَلَمْ يَذُمَّ جَوْرًا فَقَدْ بَارَزَ اللهَ بِالْمُحَارَبَةِ». وقال ابْنُ شَاهِين: غريب، ولا أعلم للمغيرة غيره، وجزم أبو أحمد العَسكريّ بأن هذا الحديث مُرسل، وذكر ابن حبَّان المغيرة في ثقات التابعين.
وذكر عليّ بن الحُسين، أنّ كعبًا أخذ بيد المغيرة بن نوفل فقال: اشْفَعْ لي يوم القيامة، فانتزع المغيرة يده من يده، وقال: وما أنا؟ إنّما أنا رجل من المسلمين، قال فأخذ بيده فغمزها غمزًا شديدًا، وقال: ما من مؤمن من آل محمد إلا وله شفاعة يوم القيامة. روى المغيرة عن أُبيّ بن كعب، وكعب الأَحبار.
كان قاضيًّا بالمدينة في خلافة عثمان، ثم كان مع عليّ في حروبه، وكان المغيرة شديد القوة. وهو الذي تلقى عبد الرّحمن بن ملجم المرادي إذ ضربَ علي بن أبي طالب على هامَته بسيفه فصرعه، فلما همَّ النّاس به حمل عليهم بسيفه، فأفرَجُوا له فتلقّاه المغيرة بن نوفل هذا بقطيفة فرمى بها عليه، واحتمله، وضرب به الأرض، وقعد على صَدْرِه، وانتزع سيفه، ثم حُمل ابن ملجم وحُبس حتى مات علي؛ فقُتل ابن ملجم.
تزوج المغيرة أمامة بنت أبي العاص بن الربيع، وكانت أُمامةُ قد تَزَوّجها عَليّ بنُ أَبي طالب، فلما جُرِحَ عليٌّ أَوصى أَن يتزوّجها المغيرة بن نوفل، فتزوّجها بعد قتل علي. وقال الزُّبَيْرُ بْنُ بَكَّارٍ: وخطب معاوية أُمامة بنت أبي العاص بن الربيع بعد قَتْلِ علي، فجعلت أمْرَهَا للمغيرة بن نوفل، فتوثق منها، ثم زوَّجها نفسه، فماتت عنده.
ولد المغيرة: أبا سفيان لا بقيّة له، وأُمّه آمنة ابنة أبي سفيان بن الحارث. وعبدَ الملك، وعبدَ الواحد وأمّهما أمّ ولد، وسعيدًا، ولوطًا، وإسحاق، وصالحًا، وربيعة، وعبدَ الرحمن لأمّهات أولاد شتّى، وعبدَ الله، وعونًا لأمّ ولد، وأمامةَ، وأمّ المغيرة وأمّهما بنت هُمام بن مطرّف من بني عُقيل، ويحيى وأُمه أمَامة بنت أَبي العاص بن الربيع، وأمّ أمامة زينب بنت رسول الله ، وقد قيل إن أمامة لم تلد لعلي ولا للمغيرة.